# Unmatched
Unmatched — настільна гра, випущена компанією Restoration Games, в якій двоє-чотири гравці використовують комбінацію мініатюр та карт для змагання в бойовому стилі. Герої гри черпаються з міфології та поп-культури, серед них Робін Гуд, Бігфут, Баффі, Шерлок Холмс та інші. Гру було вперше випущено у 2019 році. В Україні набори гри локалізуються видавництвом «Geekach».

## Розробка
Unmatched була розроблена у співпраці між Restoration Games, відомою оновленням і редизайном старих та рідкісних ігор, та Mondo Tees, яка спеціалізується на постерах до фільмів, футболках та інших колекційних речах. Гра базується на вже не виданих іграх Star Wars Epic Duels від Milton Bradley та Tannhäuser від Fantasy Flight Games. Кожен персонаж має унікальну мініатюру та колоду з оригінальним оформленням карт. Гру вперше представили на Gen Con у серпні 2019 року, де весь перший наклад було розпродано. Перші три набори Unmatched вийшли у роздріб у вересні 2019 року.
У липні 2020 року Restoration Games провели конкурс на дизайн колод, де шанувальники могли подати свої власні колоди. Вони отримали понад триста заявок. У березні 2021 року були оголошені перші переможці: Джин, Гудіні, Розі Рівертер і Шекспір. Пізніше було зазначено, що Ода Нобунага і Томое Гозен були учасниками конкурсу, а в майбутніх наборах, таких як Battle of Legends, Vol 3, з’являться ще більше героїв.

## Ігровий процес
Перед початком гри кожен гравець вибирає свого бійця та ігрове поле для матчу. Гравці можуть комбінувати бійців і поля з різних наборів. У ході гри Unmatched гравці по черзі використовують комбінацію карт і дій для переміщення своїх бійців по полю, атакуючи суперників та виконуючи інші дії. Гравець перемагає, знизивши здоров'я кожного противника до нуля. Гру можна грати один на один, двоє на двоє або у вільному стилі. Більшість бійців також мають одного або більше помічників, які представлені пластиковими жетонами, і можуть рухатися, атакувати та захищатися на ігровому полі. Кожне поле розділене на зони, позначені кольором, які використовуються для визначення, чи є лінія видимості для стрільця, а також для розіграшу певних карткових ефектів. Бойові дії розігруються шляхом оголошення атаки на бійця, який знаходиться поруч або в зоні видимості для атакуючих з дистанції. Атакуючий вибирає картку атаки та викладає її горілиць. Якщо гравець, який захищається, має доступну карту захисту, він може також викласти її горілиць. Після цього карти атаки та захисту розкриваються. Якщо значення атаки більше за значення захисту, ціль атаки отримує різницю у вигляді пошкодження. Якщо ж шкоди не завдано, захисник вважається переможцем у цьому бою. Карти атаки та захисту можуть мати додаткові здібності, які розігруються одразу після їх розкриття, до або після нанесення шкоди.

## Пригоди
У березні 2023 року Restoration Games анонсували перший набір пригод під назвою «Tales to Amaze», який містить двох лиходіїв (Мотман та Марсіанський загарбник) для кооперативної гри, що дасть змогу абсолютно по-новому пограти в цю гру. Інший набір пригод, який містить персонажів з Черепашки-ніндзя, які протистоять Шреддеру та Кренгу, наразі перебуває у розробці.

## Компоненти
Гра Unmatched використовує колоди карт, унікальні для кожного персонажа, пластикові мініатюри, що представляють бійців, пластикові жетони для помічників, диски для відстеження здоров’я персонажів і ігрові поля. Кожен набір із двома або більше персонажами містить принаймні одне ігрове поле. Герої та поля з різних наборів можуть комбінуватися.

## Набори

### Набори з чотирма персонажами
- Battle of Legends: Volume One — включає персонажів Медуза, Сіндбад, Аліса та Король Артур, а також два ігрові поля.[1]
- Battle of Legends: Volume Two — включає персонажів Сунь Укун, Єненга, Кривава Мері та Ахіллес, а також одне ігрове поле.[4]
- Баффі — винищувачка вампірів — включає персонажів Баффі, Віллоу, Енджел та Спайк, а також два ігрові поля.[5]
- Cobble & Fog — включає персонажів Шерлок Холмс, Джекіл та Хайд, Людина-невидимка та Дракула, а також два ігрові поля.[6]
- Tales to Amaze — включає персонажів Енні Крістмас, Джилл Трент, Золотого Кажана та Нікола Тесла, з лиходіями Мотман та Марсіанський загарбник, а також два ігрові поля[7]
- Slings & Arrows — включає персонажів Вільям Шекспір, Титанія, Гамлет та «Блудних сестер», а також одне ігрове поле.[8]

### Набори з трьома персонажами
- Marvel's Redemption Row — включає персонажів Люк Кейдж, Місячний Лицар, Примарний Вершник, а також одне ігрове поле.
- Marvel's Hell’s Kitchen — включає персонажів Шибайголова, Електра, Мішень, а також одне ігрове поле.
- Marvel's Teen Spirit — включає персонажів Білочка, Міс Марвел, Плащ і Кинджал, а також одне ігрове поле.
- Marvel's For King and Country — включає персонажів Чорна Вдова, Чорна Пантера, Зимовий Солдат, а також одне ігрове поле.
- Marvel's Brains and Brawn — включає персонажів Людина-Павук, Доктор Стрендж, Жінка-Галк, а також одне ігрове поле.
- The Witcher: Steel and Silver — включає персонажів Геральт, Цирі та Древній Леший, а також два ігрові поля.
- The Witcher: Realms Fall — включає персонажів Єнніфер і Трісс, Філіппа, та Ередін, а також два ігрові поля.

### Набори з двома персонажами
- Робін Гуд проти Бігфута[1] — включає два ігрові поля.[1]
- Парк Юрського періоду: Ingen проти рапторів — включає персонажів Роберт Малдун і три Велоцираптори, а також одне ігрове поле.[1]
- Парк Юрського періоду: д-р Еллі Сеттлер проти Тиранозавра — включає персонажів д-р Сеттлер і Тиранозавр, а також одне ігрове поле.[1]
- Червона Шапочка проти Беовульфа — включає одне ігрове поле.[9]
- Гудіні проти Джина — включає одне ігрове поле.
- Sun's Origin — включає персонажів Ода Нобунага та Томое Ґодзен, а також одне ігрове поле.
- Мухаммед Алі проти Брюс Лі — включає два ігрові поля.

### Набори з одним персонажем
- Брюс Лі — набір з одним персонажем.[1]
- Дедпул — набір з одним персонажем.[10]

## Оцінка
Unmatched отримала позитивні відгуки за легкість в освоєнні правил та графічне оформлення. Чарлі Холл написав для Polygon, що «гра виділяється якістю та єдністю свого мистецького дизайну». Меттью Смайл з Big Boss Battle описав Unmatched як «чудову гру як за виробництвом, так і за механікою». IGN зазначив, що «Кожен набір серії Unmatched — це майстер-клас з мистецтва досягнення великого ефекту з мінімумом засобів», але також відмітив, що після декількох ігор матчі можуть здаватися повторюваними.